# Río Grande de Santiago
De Río Grande de Santiago, soms ook de Río Santiago genoemd, is een rivier in het westen van Mexico die stroomt door de staten Jalisco en Nayarit.
De rivier ontspringt in het noordoosten van het Chapalameer. Sommigen zien de rivier als voortzetting van de Río Lerma, die in het Chapalameer stroomt. Wanneer men de Lerma en Santiago als één rivier beschouwt, is deze met 1150 kilometer de langste van Mexico. Vanaf het Chapalameer stroomt de rivier naar het noorden, waarna deze afbuigt naar het westen door de Westelijke Sierra Madre. De Río Grande de Santiago mondt bij Santiago Ixcuintla (Nayarit) uit in de Grote Oceaan.